# ハイトオブファッション
ハイトオブファッション (Height of Fashion) はフランスで生産された競走馬および繁殖牝馬である。

## 経歴
競走馬としては、母のハイクレアと同じくイギリス女王のエリザベス2世の所有馬として走り、2歳時の1981年にメイヒルステークス（当時G3、現G2）とフィリーズマイル（当時G3、現G1）の2つの重賞競走を制している。3歳時の1982年はプリンセスオブウェールズステークス (G2) を制し重賞競走3勝目を挙げて、この年限りで競走馬を引退した。
競走馬引退後はシェイク・ハムダンに購入されたことに伴いアメリカ合衆国に渡りシャドウェルファームで繁殖牝馬として繋養され、2000年7月29日に老衰により21歳で死亡した。
繁殖牝馬としては、1984年に出産した初仔のアルワスミと翌1985年に出産したアンフワインは後に重賞馬となり、1986年に出産したナシュワンはイギリスクラシック二冠馬となるなど自身の競走成績以上に優秀な繁殖成績を残した。ナシュワン出産後はしばらく目立った競走成績を残す産駒に恵まれなかったが、1998年に出産したネイエフが2001年のチャンピオンステークスなどG1競走を3勝し、ハイクレア一族の名を上げた。またこれらの馬はすべて種牡馬入りしており、種牡馬としてもアンフワインはG1競走を3勝したアルハースを、1987年に出産したムクダームは競走馬としては目立った成績を残せなかったが種牡馬としてクイーンズランドオークス勝ち馬のモンメッキを、ナシュワンはG1競走を4勝したスウェインなどを輩出し成功を収めている。
牝馬の産駒も出産しており、1988年に出産した最初の牝馬の産駒でもあるマンワーは、重賞競走2勝馬のムスタンファーを出産しており、1990年に出産したバシャヤーの仔であるラハイエブ（当馬の孫）は、2007年のブリーダーズカップ・フィリー&メアターフなどG1競走を2勝したラフドゥードを、1991年に出産したウィジュダンは重賞馬のオリエンタルファッションを、1994年に出産したサライールは、2009年の1000ギニー勝ち馬のガナーティを出産しており牝系も伸ばしている。

## 主な産駒
| 生年   | 馬名      | カナ表記     | 性 | 父              | 競走成績 |
| ------ | --------- | ------------ | -- | --------------- | -------- |
| 1984年 | Alwasmi   | アルワスミ   | 牡 | Northern Dancer | 22戦3勝  |
| 1985年 | Unfuwain  | アンフワイン | 牡 | Northern Dancer | 10戦6勝  |
| 1986年 | Nashwan   | ナシュワン   | 牡 | Blushing Groom  | 7戦6勝   |
| 1987年 | Mukddaam  | ムクダーム   | 牡 | Danzig          | 8戦3勝   |
| 1988年 | Manwah    | マンワー     | 牝 | Lyphard         | 5戦0勝   |
| 1990年 | Bashayer  | バシャヤー   | 牝 | Mr. Prospector  | 12戦2勝  |
| 1991年 | Wijdan    | ウィジュダン | 牝 | Mr. Prospector  | 5戦2勝   |
| 1992年 | Deyaajeer | デヤージャー | 牝 | Dayjur          | 1戦0勝   |
| 1994年 | Sarayir   | サライール   | 牝 | Mr. Prospector  | 8戦3勝   |
| 1995年 | Burhan    | ブーハン     | 牡 | Riverman        | 未出走   |
| 1998年 | Nayef     | ネイエフ     | 牡 | Gulch           | 20戦9勝  |

※アルワスミとアンフワインはジョンポーターステークス兄弟制覇、アンフワインはプリンセスオブウェールズステークス母仔制覇を達成している。

## 血統表
| ハイトオブファッションの血統（ブレニム系 / Feola 5×4=9.38%、Hyperion 4×5=9.38%（母内）、Rose Red 5×5=6.25%、Fair Trial 5×5=6.25%（母内）） | ハイトオブファッションの血統（ブレニム系 / Feola 5×4=9.38%、Hyperion 4×5=9.38%（母内）、Rose Red 5×5=6.25%、Fair Trial 5×5=6.25%（母内）） | ハイトオブファッションの血統（ブレニム系 / Feola 5×4=9.38%、Hyperion 4×5=9.38%（母内）、Rose Red 5×5=6.25%、Fair Trial 5×5=6.25%（母内）） | （血統表の出典） | （血統表の出典） |
| 父 Bustino 1971 鹿毛 | 父の父Busted 1963 鹿毛 | Crepello | Donatello II     | Donatello II     |
| 父 Bustino 1971 鹿毛 | 父の父Busted 1963 鹿毛 | Crepello | Crepuscule       |                  |
| 父 Bustino 1971 鹿毛 | 父の父Busted 1963 鹿毛 | Sans Le Sou | *ヴィミー        | *ヴィミー        |
| 父 Bustino 1971 鹿毛 | 父の父Busted 1963 鹿毛 | Sans Le Sou | Martial Loan     |                  |
| 父 Bustino 1971 鹿毛 | 父の母Ship Yard 1963 栗毛 | Doutelle | Prince Chevalier | Prince Chevalier |
| 父 Bustino 1971 鹿毛 | 父の母Ship Yard 1963 栗毛 | Doutelle | Above Board      |                  |
| 父 Bustino 1971 鹿毛 | 父の母Ship Yard 1963 栗毛 | Paving Stone | Fairway          | Fairway          |
| 父 Bustino 1971 鹿毛 | 父の母Ship Yard 1963 栗毛 | Paving Stone | Rosetta          |                  |
| 母 Highclere 1971 鹿毛 | 母の父Queen's Hussar 1960 鹿毛 | March Past | Petition         | Petition         |
| 母 Highclere 1971 鹿毛 | 母の父Queen's Hussar 1960 鹿毛 | March Past | Marcelette       |                  |
| 母 Highclere 1971 鹿毛 | 母の父Queen's Hussar 1960 鹿毛 | Jojo | Vilmorin         | Vilmorin         |
| 母 Highclere 1971 鹿毛 | 母の父Queen's Hussar 1960 鹿毛 | Jojo | Fairy Jane       |                  |
| 母 Highclere 1971 鹿毛 | 母の母Highlight 1958 鹿毛 | Borealis | Brumeux          | Brumeux          |
| 母 Highclere 1971 鹿毛 | 母の母Highlight 1958 鹿毛 | Borealis | Aurora           |                  |
| 母 Highclere 1971 鹿毛 | 母の母Highlight 1958 鹿毛 | Hypericum | Hyperion         | Hyperion         |
| 母 Highclere 1971 鹿毛 | 母の母Highlight 1958 鹿毛 | Hypericum | Feola F-No.2-f   |                  |

### 血統背景
※直系の尊属は上記およびハイクレア一族の項目を参照。
- 母、ハイクレア（1974年1000ギニーなどG1競走2勝）
- 曾祖母、ハイペリカム（1945年デュハーストステークス、1946年1000ギニー）
- 高祖母、フェオラ（1936年1000ギニー2着）
- 半兄、ミルフォード（重賞競走3勝、種牡馬）
- 姪、ウインドインハーヘア（1995年アラルポカル）
- 姪、エレガントファッション（2003年香港ダービー）
- 姪孫（姪の仔）、ウインクリューガー（2003年NHKマイルカップ、種牡馬）
- 姪孫（姪の仔）、レディブロンド（6戦5勝）
- 姪孫（姪の仔）、ブラックタイド（重賞競走1勝、種牡馬）
- 姪孫（姪の仔）、ディープインパクト（2005年中央競馬クラシック三冠などGI競走7勝、種牡馬）
- 姪孫（姪の仔）、オンファイア（種牡馬）
- 従甥（いとこの仔）、マイネルイースター（2004年阪神スプリングジャンプ）
- 姪の孫、ソリッドプラチナム（2006年マーメイドステークス）